# 庵堂寺摩崖造像
庵堂寺摩崖造像位於四川省資陽市安岳縣，文物遺址年代判定為晚唐至五代。2007年6月1日公佈為四川省第七批文物保護單位。